# Callonychium petuniae
Callonychium petuniae là một loài Hymenoptera trong họ Andrenidae. Loài này được Cure & Wittman mô tả khoa học năm 1990.